# Tu-444
Tu-444 (ros. Ту-444) – niezrealizowany projekt naddźwiękowego, rosyjskiego samolotu pasażerskiego przeznaczonego dla 6 - 10 pasażerów. Maszynę zaprojektowało biuro konstrukcyjne Andrieja Nikołajewicza Tupolewa.

## Historia
Pomysł budowy niewielkiego samolotu dyspozycyjnego zdolnego latać z prędkością ponaddźwiękową pojawił się w latach 60. XX wieku, kiedy to Artiom Mikojan zaproponował, aby na bazie maszyny MiG-25 zbudować samolot zdolny przewieźć 6 pasażerów na odległość 3500 km z prędkością 2,35 Ma. Pomysł nie zyskał aprobaty władz radzieckich, a kolejne próby budowy tego typu maszyny przyszło czekać do lat 80. i 90. XX wieku. W 1989 roku biuro konstrukcyjne im. Pawła Suchoja podpisało porozumienie z amerykańskim Gulfstream Aerospace o budowie dyspozycyjnego samolotu pasażerskiego oznaczonego jako SSBJ S-21. Rozpad Związku Radzieckiego spowodował zamrożenie wszelkich prac nad samolotem, a później anulowanie programu. W połowie lat 90. XX wieku z własnym projektem wystąpiło biuro konstrukcyjne Tupolewa, które zaproponowało zbudowanie na bazie samolotu bombowego Tu-22M3 maszyny oznaczonej jako Tu-344. Samolot miał przewozić do 12 pasażerów, ale zaniechano dalszych prac. W 2004 roku Tupolew przedstawił kolejny projekt oznaczony jako Tu-444. Jego realizacja uzależniona była od znalezienia partnera chcącego partycypować w kosztach prac projektowych i badawczych. Brak jest informacji o dalszych losach tego przedsięwzięcia.

## Konstrukcja
Tu-444 był wolnonośnym dolnopłatem z chowanym, trójpodporowym podwoziem z przednim podparciem. Skrzydło pasmowe z niewielkim ujemnym wzniosem zapewniające maszynie dużą manewrowość i siłę nośną w szerokim zakresie prędkości. Kadłub zwężający się ku tyłowi, na końcu duży statecznik pionowy. Jednostki napędowe umieszczone w dwóch odrębnych gondolach silnikowych.